# The Reunion
Albums de Capone-N-Noreaga
The War Report
(1997) The Best of Capone-N-Noreaga: Thugged da F*@
(2004)
Singles
1. Phone Time
Sortie : 2000
2. Y'all Don't Wanna
Sortie : 2001

The Reunion est le deuxième album studio de Capone-N-Noreaga, sorti le 21 novembre 2000.
L'album n'a pas été aussi bien reçu par la critique que le précédent mais il a connu un certain succès auprès du public, se classant 2e au Top Independent Albums, 8e au Top R&B/Hip-Hop Albums et 31e au Billboard 200.

## Liste des titres
| No  | Titre                                                 | Contient un (des) sample(s) de | Durée |
| --- | ----------------------------------------------------- | --- | ----- |
| 1.  | Intro - Change is Gonna Come (featuring Carl Thomas)  | A Change Is Gonna Come de Sam Cooke | 2:20  |
| 2.  | Phonetime (Skit)                                      | | 0:33  |
| 3.  | Phonetime                                             | Julie's Theme de John Frizzell | 4:06  |
| 4.  | Queens (featuring Complexions)                        | Living Is Good de Wendy Waldman | 4:06  |
| 5.  | Invincible                                            | Hey Boy Over There de Jimmie and Vella The Rainmaker de The 5th Dimension T.O.N.Y (Top of New York) de Capone-N-Noreaga featuring Tragedy Khadafi | 3:44  |
| 6.  | Bang, Bang (featuring Foxy Brown)                     | Abstract Atmospheric d'Anthony Phillips | 4:28  |
| 7.  | Gangsta (Skit)                                        | | 1:06  |
| 8.  | Y'all Don't Wanna                                     | | 4:28  |
| 9.  | Shows! (Interlude) (featuring Timbo)                  | | 1:18  |
| 10. | Straight Like That (featuring Final Chapter)          | Symphony No. 25 de Wolfgang Amadeus Mozart | 4:47  |
| 11. | All We Got Is Us                                      | | 4:26  |
| 12. | Brothers (featuring Goldfingaz & Troy Outlaw)         | | 4:01  |
| 13. | B EZ (featuring Nas)                                  | Theme from The Night Visitor d'Henry Mancini | 3:56  |
| 14. | Gunz in tha Air                                       | | 4:08  |
| 15. | Wet Willie (Skit)                                     | | 1:18  |
| 16. | Full Steezy                                           | | 4:21  |
| 17. | Queens' Finest (featuring Mobb Deep et Final Chapter) | | 4:25  |
| 18. | You Can't Kill Me                                     | | 4:07  |
| 19. | Don't Know Nobody (featuring Musaliny-N-Maze)         | | 4:24  |
| 20. | Hey, Y'All (featuring Final Chapter)                  | | 4:16  |